# Кумарин
Кумаринът е бяло кристално вещество с аромат, подобен на ванилията. Химичната му формула е C9H6O2.
Използва се в състава на парфюми, а навремето и като ароматизатор на цигари и хранителни продукти. Вече е забранен за вътрешна употреба, тъй като в големи количества може да предизвика левкемия.
Кумаринът се съдържа в изсушените листа на жълтата комунига, като се получава в резултат на хидролиза от глюкозид на орто-кумаровата киселина, която присъства в растението в неговото свежо състояние. Други източници на кумарин са женското биле, канелата, лавандулата, кайсиите, черешите, ягодите.
Кумаринът е най-простият представител на групата на кумарините – лактони на орто-хидрокси-канелени киселини. Кумарини най-често се срещат в семената и плодовете на растенията от семейство Сенникови. Някои от кумарините имат диуретично и спазмолитично действие, други разширяват коронарните съдове на сърцето, а трети улесняват пигментацията на кожата, поради което влизат в състава на продукти от слънцезащитната козметика. Кумарините също така могат да действат потискащо на централната нервна система.